# Yuji Horii
Yuji Horii (japonès: 堀井雄二)  (Sumoto, 6 de gener de 1954) (també transcrit com Yuuji Horii) és un dissenyador de videojocs. Horii és més conegut com el creador de la sèrie Dragon Quest, com a supervisor i autor de Chrono Trigger, i pel primer joc d'aventures visual: Portopia Serial Murder Case.

## Biografia
Horii es va graduar al Departament de literatura de la Universitat de Waseda. També va treballar com a escriptor independent per a diaris, còmics i revistes, incloent-hi la columna sobre videojocs Famicom Shinken que es va publicar a la Shūkan Shōnen Jump entre 1985 i 1988. Va participar en un concurs de programació de jocs patrocinat per Enix, cosa que el motivà a convertir-se en dissenyador de videojocs. Horii va crear Portopia Serial Murder Case, un joc que posteriorment va inspirar a Hideo Kojima a entrar a la indústria dels videojocs. És la primera part de la trilogia Yuuji Horii Mysteries, juntament amb les seves seqüeles Okhotsk ni Kiyu: Hokkaido Rensa Satsujin (1984) i Karuizawa Yūkai Annai (1985).
Després de crear diverses novel·les visuals, Horii va crear Dragon Quest, un joc del qual se'n diu que va crear el patró dels jocs de rol japonesos, juntament amb altres jocs com Wizardry i Ultima. Horii era un fanàtic dels RPG d'Apple PC, i tenia la intenció de crear Dragon Quest per a aquells jugadors que trobaven aquests jocs massa difícils.
Les seves obres també inclouen la sèrie Itadaki Street. Horii també va actuar com a supervisor del joc de SNESChrono Trigger, on hi apareix, juntament amb la resta de l'equip de desenvolupament, en un dels seus múltiples finals.

## Obres
| Títol                                                          | Any de llançament | Plataforma original                             | Guió | Disseny | Producció | Altres               |
| -------------------------------------------------------------- | ----------------- | ----------------------------------------------- | ---- | ------- | --------- | -------------------- |
| Love Match Tennis                                              | 1983              | NEC PC-6001                                     | -    | -       | -         | Desenvolupador       |
| Portopia Serial Murder Case                                    | 1983              | NEC PC-6001                                     | Sí   | -       | -         | Desenvolupador       |
| Okhotsk ni Kiyu: Hokkaido Rensa Satsujin Jiken                 | 1984              | NEC PC-8801                                     | Sí   | -       | -         | -                    |
| Karuizawa Yūkai Annai                                          | 1985              | NEC PC-8801                                     | Sí   | -       | -         | -                    |
| Dragon Quest                                                   | 1986              | NES                                             | Sí   | -       | -         | -                    |
| Dragon Quest II                                                | 1987              | NES                                             | Sí   | -       | -         | -                    |
| Dragon Quest III                                               | 1988              | NES                                             | Sí   | -       | -         | -                    |
| Dragon Quest IV                                                | 1990              | NES                                             | Sí   | -       | -         | -                    |
| Itadaki Street                                                 | 1991              | NES                                             | -    | Sí      | -         | -                    |
| Dragon Quest V                                                 | 1992              | Super NES                                       | Sí   | Sí      | -         | -                    |
| Itadaki Street 2                                               | 1994              | Super NES                                       | -    | Sí      | -         | -                    |
| Dragon Quest VI                                                | 1995              | Super NES                                       | Sí   | Sí      | -         | -                    |
| Chrono Trigger                                                 | 1995              | Super NES                                       | Sí   | -       | -         | Supervisor           |
| Dragon Quest Monsters                                          | 1998              | Game Boy Color                                  | Sí   | Sí      | -         | Director executiu    |
| Itadaki Street: Gorgeous King                                  | 1998              | PlayStation                                     | -    | Sí      | -         | -                    |
| Torneko: The Last Hope                                         | 1999              | PlayStation                                     | Sí   | -       | -         | -                    |
| Dragon Quest VII                                               | 2000              | PlayStation                                     | Sí   | -       | -         | Director d'escenaris |
| Dragon Quest Monsters 2                                        | 2001              | Game Boy Color                                  | Sí   | Sí      | -         | Director executiu    |
| Itadaki Street 3                                               | 2002              | PlayStation 2                                   | -    | Sí      | -         | -                    |
| Dragon Quest Monsters: Caravan Heart                           | 2003              | Game Boy Advance                                | Sí   | Sí      | -         | Director executiu    |
| Dragon Quest VIII                                              | 2004              | PlayStation 2                                   | Sí   | Sí      | -         | -                    |
| Itadaki Street Special                                         | 2004              | PlayStation 2                                   | -    | Sí      | -         | -                    |
| Dragon Quest Heroes: Rocket Slime                              | 2005              | Nintendo DS                                     | -    | -       | -         | Productor executiu   |
| Itadaki Street Portable                                        | 2006              | PlayStation Portable                            | -    | Sí      | -         | -                    |
| Dragon Quest Monsters: Joker                                   | 2006              | Nintendo DS                                     | -    | Sí      | Sí        | -                    |
| Itadaki Street DS                                              | 2006              | Nintendo DS                                     | -    | Sí      | -         | -                    |
| ragon Quest Swords                                             | 2007              | Wii                                             | -    | Sí      | -         | -                    |
| Dragon Quest IX: Sentinels of the Starry Skies                 | 2009              | Nintendo DS                                     | Sí   | Sí      | -         | -                    |
| Itadaki Street Mobile                                          | 2010              | Mobile phone                                    | -    | Sí      | -         | -                    |
| Fortune Street                                                 | 2011              | Wii                                             | -    | Sí      | -         | -                    |
| Slime MoriMori Dragon Quest 3: Taikaizoku to Shippo Dan        | 2011              | Nintendo 3DS                                    | -    | -       | -         | Productor executiu   |
| Dragon Quest X: Mezameshi Itsutsu no Shuzoku Online            | 2012              | Wii, Wii U                                      | Sí   | Sí      | -         | Director general     |
| Dragon Quest X: Nemureru Yuusha to Michibiki no Meiyuu Online  | 2013              | Wii, Wii U                                      | Sí   | Sí      | -         | Director general     |
| Dragon Quest Heroes: The World Tree's Woe and the Blight Below | 2015              | PlayStation 3, PlayStation 4, Microsoft Windows | -    | -       | -         | Director general     |
| Dragon Quest XI                                                | 2017              | Nintendo 3DS, Nintendo Switch, PlayStation 4    | Sí   | Sí      | -         | -                    |

## Premis
El 2009, Horii va rebre un premi especial a la conferència de la Computer Entertainment Supplier's Association per a la seva tasca amb la saga Dragon Quest.